# جشحاش (حزم العدين)

تعديل مصدري - تعديل

جشحاش محلة تابعة لقرية العمود، التابعة لعزلة الابعون بمديرية حزم العدين إحدى مديريات محافظة إب في الجمهورية اليمنية، بلغ تعداد سكانها 27 حسب تعداد اليمن لعام 2004.